# Lithurgus planifrons
Lithurgus planifrons är en biart som beskrevs av Heinrich Friese 1908. Lithurgus planifrons ingår i släktet Lithurgus och familjen buksamlarbin. Inga underarter finns listade i Catalogue of Life.